# نوابة (حزم العدين)

تعديل مصدري - تعديل

نوابة هي إحدى قرى عزلة حقين بمديرية حزم العدين التابعة لمحافظة إب، بلغ تعداد سكانها 857 نسمة حسب تعداد اليمن لعام 2004. قرية نوابة تقع في غرب مديرية الحزم في قلب عزلة حقين يطل عليها جبل حقين من الشرق وقرية الضرائب من الغرب وشمال قرية حديد وقرية نيدان وامن اليمين قرية وادي معية. وتحتوي قرية نوابة على حود الحمام وهو كهف تم نحته يدوياً وأيضا بقيى قصور الدولة الحميرية  بين جبلي خبائه والفجير.